# Hormaphidinae
Sous-famille
Les Hormaphidinae sont une sous-famille d'insectes hémiptères de la famille des Aphididae. 

## Liste des genres et tribus
Selon  Species File (5 juillet 2020) :

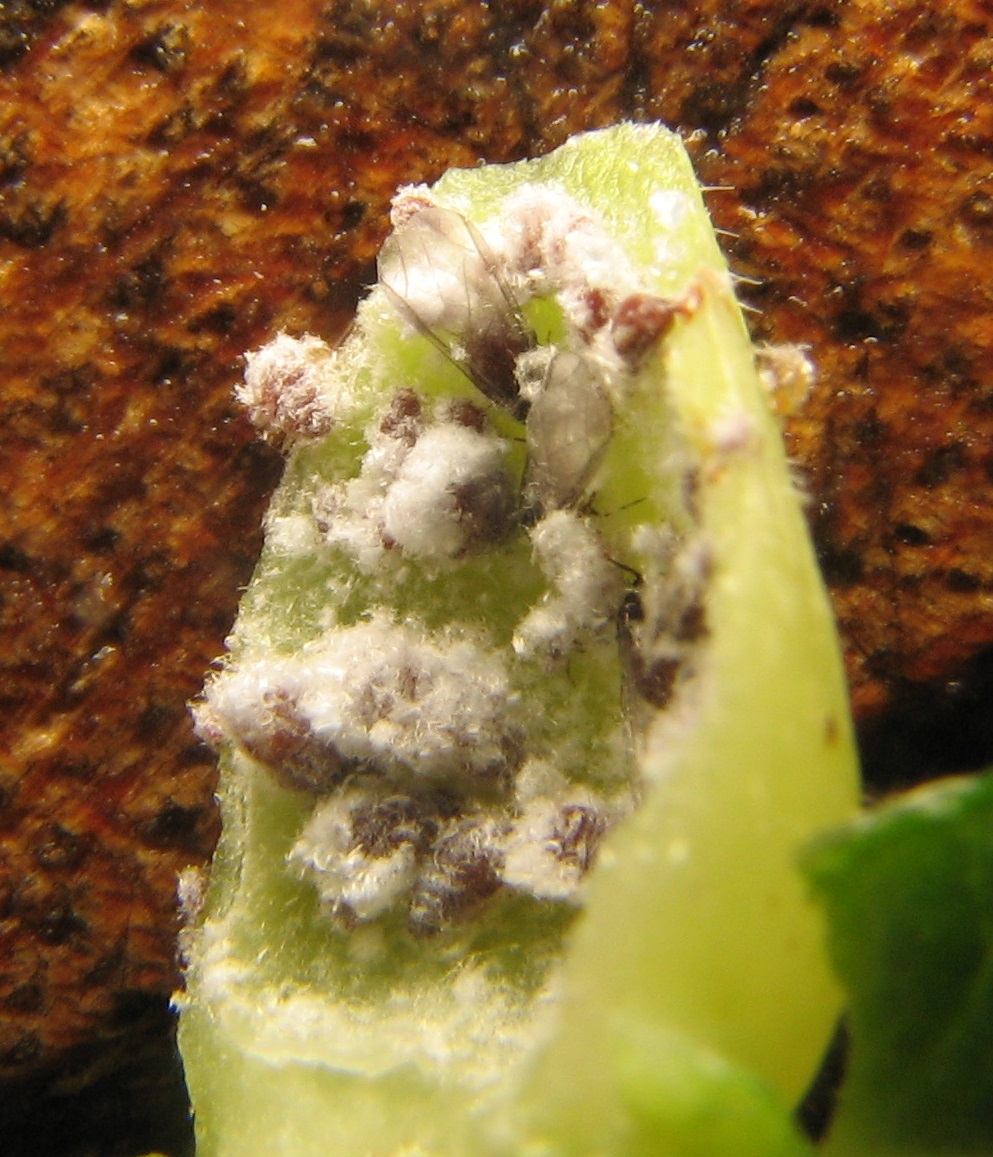
Hormaphis hamamelidis, intérieur d'une galle.

- tribu des Cerataphidini Baker, 1920
  - genre Aleurodaphis van der Goot, 1917
  - genre Astegopteryx
  - genre Cerataphis Lichtenstein, 1883
  - genre Ceratoglyphina van der Goot, 1917
  - genre Ceratovacuna Zehntner, 1897
  - genre Chaitoregma Hille Ris Lambers & Basu, 1966
  - genre Glyphinaphis van der Goot, 1917
  - genre Ktenopteryx Qiao & Zhang, 2003
  - genre Pseudoregma Doncaster, 1966
  - genre Tuberaphis Takahashi, 1933
  - genre Unicohormaphis Wegierek & Zyla, 2011 †
- tribu des Hormaphidini
  - genre Doraphis
  - genre Hamamelistes Shimer, 1867
  - genre Hormaphis Osten-Sacken, 1861
  - genre Protohormaphis
  - genre Tsugaphis Takahashi, 1957
- tribu des Nipponaphidini
  - genre Allothoracaphis Takahashi, 1958
  - genre Asiphonipponaphis Chen, Sorin & Qiao, 2011
  - genre Dermaphis Takahashi, 1958
  - genre Distylaphis Noordam, 1991
  - genre Euthoracaphis Takahashi, 1938
  - genre Hybothoracaphis Chen, Jiang & Qiao, 2016
  - genre Indonipponaphis Ghosh & Raychaudhuri, 1973
  - genre Lithoaphis Takahashi, 1959
  - genre Mesothoracaphis Noordam, 1991
  - genre Metanipponaphis Takahashi, 1959
  - genre Metathoracaphis Sorin, 1987
  - genre Monzenia Takahashi, 1962
  - genre Neodermaphis Sorin, 2006
  - genre Neohormaphis Noordam, 1991
  - genre Neonipponaphis Takahashi, 1962
  - genre Neoreticulaphis Sorin, 1999
  - genre Neothoracaphis Takahashi, 1958
  - genre Nipponaphis Pergande, 1906
  - genre Paranipponaphis Takahashi, 1959
  - genre Parathoracaphis Takahashi, 1958
  - genre Parathoracaphisella
  - genre Pseudothoracaphis Raychaudhuri, Ghosh & Das, 1980
  - genre Quadrartus
  - genre Quernaphis Takahashi, 1958
  - genre Reticulaphis Takahashi, 1958
  - genre Schizoneuraphis van der Goot, 1917
  - genre Sinonipponaphis
  - genre Thoracaphis van der Goot, 1917
  - genre Tripartita Yeh, 2017
- genre Dominicaphis Heie & Poinar, 1999 †
- genre Electrocornia Heie, 1972 †
- genre Petiolaphioides Hong & Wang, 1990 †
- genre Petiolaphis Hong & Wang, 1990 †